# Língua quituba
O quituba (ou kituba) é uma língua franca largamente utilizada na África Central. Essa língua é baseada na língua congo e num grupo de línguas intimamente relacionadas entre si (algumas das quais não são mutuamente inteligíveis). O quituba é língua nacional na República do Congo e na República Democrática do Congo. No entanto, as diferenças entre as duas variantes são tantas que foram atribuídos códigos ISO 639-3 distintos a cada.
Às vezes, o quituba é tido como uma língua crioula endógena, isto é, desenvolvida sem realocações de povos, mas esta denominação não é inteiramente aceita, por causa da falta da influência no substrato e superestrato típico de uma língua crioula.

## Nomes
O quituba é conhecido por levar vários nomes entre seus falantes. Na República do Congo, é chamado munukutuba ou kituba. A primeira significa, "eu digo"; a segunda "[modo de] falar". Na República Democrática do Congo, o quituba é chamado kituba ou kikongo ya leta (língua congo da administração do estado), mas é, na maioria das vezes, chamado simplesmente de quicongo, especialmente fora da região dos congos. A constituição da República Democrática do Congo lista o congo como uma das línguas nacionais. De fato, a constituição se refere ao kikongo ya leta (isto é, kituba).
Outros nomes usados historicamente incluem kibulamatadi, kikwango, ikeleve,  kizabave  e kikongo bastardo. Nos círculos acadêmicos, a língua é chamada quicongo-quituba.

## Distribuição geográfica

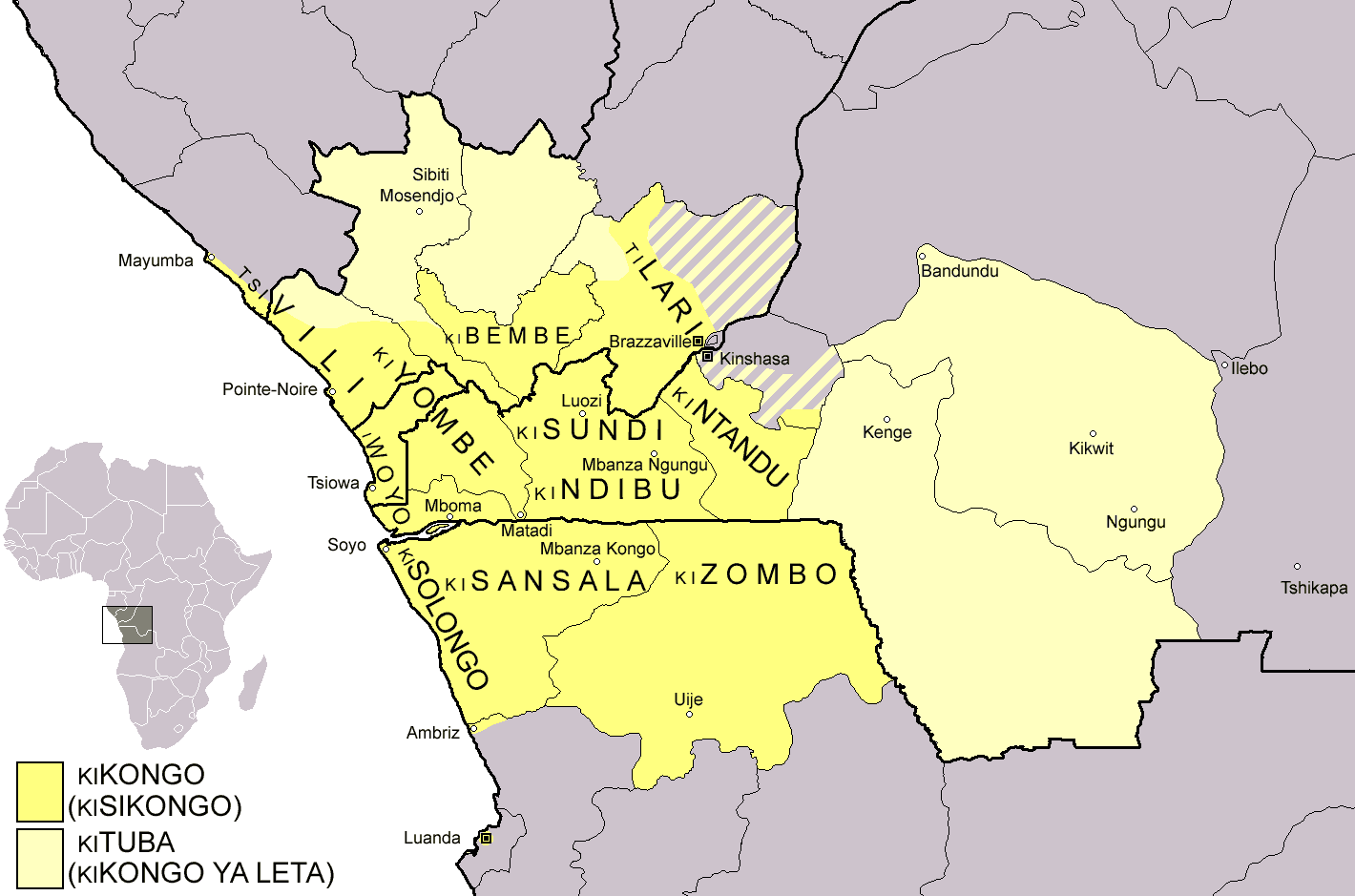
Mapa dialetal do congo e do quituba

A maioria dos falantes do quituba vive na República Democrática do Congo. Essa língua é falada primariamente nas províncias do Congo Central, Cuango, Cuílo e em menor grau em Quinxassa, Mai-Indombe e Cassai.
O quituba é a mais importante língua da República do Congo. É falada na metade sul do país, nas regiões Kouilou (especialmente Ponta Negra), Niari, Bouenza, Lékoumou e na capital Brazavile. O lingala é mais popular no norte. 
O panorama do quituba em Angola é desconhecido. É provável que seja inteligível para alguns dos povos congos daquele país. Especialmente aqueles que viveram nos países onde o quituba é falado.
Em junho de 2024, a Google anunciou uma actualização do Google Translate, acrescentando mais 110 línguas, incluindo língua quituba.

## Panorama de uso
A língua quituba é a língua nacional da República do Congo e da República Democrática do Congo. Na prática, a expressão "língua nacional" quer dizer que essa é a língua da administração e a ensinada na educação básica.
Uma língua nacional também pode designar a língua usada na comunicação em massa e em órgãos públicos. Rádios públicas e televisões na República Democrática do Congo e na República do Congo usam o quituba como uma das principais línguas nas notícias matinais. 

## História
O quituba surgiu no baixo Rio Congo, numa área habitada pelos congos.
Há varias teorias sobre como o quituba se tornou uma língua regional. Uma teoria afirma que, no tempo do Reino do Congo, o quituba já era uma língua simplificada dialetal de comércio, que os colonizadores europeus subsequentemente adotaram como íngua da administração regional. Uma outra teoria diz que uma língua simplificada usada para o comércio chamada kifyoti se desenvolveu na costa dominada pelos portugueses e posteriormente se expandiu com o avanço dos missionários cristãos na região entre os rios Cuango e Cassai, onde se tornou língua principal (daí o nome kikwango). Ainda, uma outra teoria enfatiza a construção da ferrovia Matadi-Quinxassa no final do século 19, que empregou mão de obra proveniente do Oeste da África, Baixo Congo, e a região vizinha de Bandundu. Os trabalhadores possuíam diversas origens linguísticas, que acabaram por dar origem a uma língua gramaticalmente simplificada. 
Independente de sua origem, o quituba se estabeleceu nas grandes cidades, tendo sido encontrado durante o período colonial de 1885 a 1960. O quituba é falado como primeira língua em grandes cidades de maioria congo como Muanda, Boma, Matadi, Ponta Negra, Dolisie, Nkayi, e Brazavile bem como em cidades onde os congo são minoria, como Bandundu, Quicuíte, e Ilebo.

## Fonologia

### Vogais
O quituba possui cinco fonemas vocálicos: /a/, /e/, /i/, /o/, e /u/. Elas são muito similares às vogais do português. As vogais nunca são reduzidas, independente do acento. São pronunciadas da seguinte forma:
- /a/ é pronunciado como o "a" de ave
- /e/ é pronunciado como o "e" de escola
- /i/ é pronunciado como o "i" de imagem
- /o/ é pronunciado como o "o" de ovo
- /u/ é pronunciado como o "u" de urubu

### Consoantes
|               | bilabial | labiodental | dental | alveolar | postalveolar | palatal | velar  | glotal |
| ------------- | -------- | ----------- | ------ | -------- | ------------ | ------- | ------ | ------ |
| plosiva       | p, b     |             | t, d   |          |              |         | k, g   |        |
| prenasalizada | mp, mb   | mf mv       | nt, nd | ns nz    |              |         | ŋk, ŋg |        |
| nasal         | m        |             | n      |          |              |         | ŋ      |        |
| fricativa     |          | f v         |        | s z      |              |         |        | (h)    |
| lateral       |          |             |        | l        |              |         |        |        |
| aproximante   | w        |             |        |          |              | j       |        |        |

Notas:
- A inicial prenasalizada da palavra é reduzida a uma simples consoante em alguns dialetos, por exemplo mpimpa e nkento se tornam pimpa e kento no quituba de Ponta-Negra.
- Alguns dialetos adicionam uma parada às consoantes fricativas alveolares prenazalisadas, por exemplo, Kinsasa e nzila se tornam Kintsasa e ndzila.
- Alveolares fricativas podem se tornar postalveolares antes de /i/.

## Gramática

### Fonemas
O quituba possui pronomes de sujeito e de objeto. Os pronomes de objeto são usados no lugar dos pronomes de sujeito quando o sujeito é enfatizado. 
| Pessoa | Singular | Singular   | Plural | Plural |
| Pessoa | Sujeito  | Objeto     | Sujeto | Objeto |
| 1ª     | mu       | munu, mono | beto   | beto   |
| 2ª     | nge      | nge        | beno   | beno   |
| 3ª     | yá       | yandi      | ba     | bau    |

### Substantivos
O quituba manteve uma grande parte dos casos substantives do congo com algumas modificações. As classes 9 e 11 convergiram com a classe singular com zero prefixo, e seus plurais são formados pelos prefixos plurais ba-.
| singular | singular | singular          | plural | plural  | plural             |
| classe   | prefixo  | exemplo           | classe | prefixo | exemplo            |
| 0        | -        | mama ('mãe)       | 2      | ba-     | bamama (mães)      |
| 1        | mu-      | muntu (pessoa)    | 2      | ba-     | bantu (pessoas)    |
| 3        | mu-      | mulangi (garrafa) | 4      | mi-     | milangi (garrafas) |
| 5        | di-      | dinkonde (banana) | 6      | ma-     | mankonde (bananas) |
| 7        | ki-      | kima (coisa)      | 8      | bi-     | bima (coisas)      |
| 9        | n-/m-    | nkosi (leão)      | 2+9    | ba-n-   | bankosi (leões)    |
| 11       | lu-      | ludimi (língua)   | 2+11   | ba-lu-  | baludimi (línguas) |
| 12       | ka-      | kakima (doce)     | 13     | tu-     | tubima (doces)     |
| 14       | bu       | bumbote (deidade) |        |         |                    |
| 15       | ku-      | kubanza (pensar)  |        |         |                    |

### Verbos
O quituba desenvolveu um sistema verbal que envolve tempo e aspecto. A maioria das formas verbais possui versões longas e curtas. As formas longas são usadas na comunicação escrita oficial enquanto a forma curta é usada na comunicação falada do cotidiano. 
A conjugação irregular do verbo kuvanda ou kuvuanda (ser) é apresentada na tabela abaixo. É o único verbo irregular do quituba. 
| Tempo                          | Forma longa         | Forma curta    | Exemplo                      | Tradução                    |
| ------------------------------ | ------------------- | -------------- | ---------------------------- | --------------------------- |
| Presente e futuro imediato     | kele                | ke             | Yau kele nkosi.              | Isso é um leão.             |
| Futuro                         | kele/ata kuv(u)anda | ke/ta v(u)anda | Mu ta vuanda tata.           | Eu serei um pai             |
| Presente progressivo           | kele kuv(u)andaka   | ke v(u)andaka  | Nge ke vuandaka zoba.        | Você está sendo estúpido    |
| Futuro progressivo             | ata kuv(u)andaka    | ta v(u)andaka  | Beno ta vuandaka ya kukuela. | Você será casado            |
| Pretérito                      | v(u)andaka          |                | Yandi vuanda kuna.           | Ele estava aqui             |
| Passado progressivo            | v(u)andaka          |                | Beto vuandaka banduku.       | Nós era-mos amigos          |
| Pretérito perfeito             | mene kuv(u)anda     | me v(u)anda    | Yandi me vuanda na Matadi.   | Ele estivera em Matadi.     |
| Pretérito perfeito progressivo | mene kuv(u)andaka   | me v(u)andaka  | Yandi me vuandaka mulongi.   | Ela têm sido uma professora |

Todos os outros verbos são conjugados com verbos auxiliares. A conjugação do verbo kusala (fazer) é apresentada na tabela abaixo.
| Tempo                          | Forma longa     | Forma curta | Exemplo                | Tradução                      |
| ------------------------------ | --------------- | ----------- | ---------------------- | ----------------------------- |
| Presente e futuro imediato     | kele kusala     | ke sala     | Yandi ke sala.         | Ele trabalha /Ela trabalhará. |
| Presente progressivo           | kele kusalaka   | ke salaka   | Yandi ke salaka.       | Ele está trabalhando          |
| Pretérito                      | salaka          | salaka      | Yandi salaka.          | Ele trabalhou                 |
| Pretérito imediato             | mene sala       | me sala     | Yandi me sala.         | Ele trabalhou.                |
| Pretérito imediato progressivo | mene salaka     | me salaka   | Yandi me salaka.       | Ele têm trabalhado.           |
| Pretérito progressivo          | vuandaka kusala | va sala     | Yandi vuandaka kusala. | Ele esteve trabalhando        |
| Narrativo                      | sala            | sala        |                        |                               |
| Futuro                         | ata sala        | ta sala     | Yandi ta sala.         | Ele trabalhará.               |
| Futuro progressivo             | ata salaka      | ta salaka   | Yandi ta salaka.       | Ele estará trabalhando        |

## Léxico
A maior parte do vocabulário do quituba vem do congo. Outras línguas bantas influenciaram o léxico quituba, incluindo kiyaka, kimbala, kisongo, kiyansi, lingala, e suaíli. Em adição, muitas palavras foram emprestadas do francês, português e inglês.
Isso inclui:
- sandúku (Suaíli. sanduku)
- matáta (Suaíli. matata)
- letá (Fr. l'état)
- kamiyó (Fr. camion)
- sodá/solodá (Fr. soldat)
- masínu (Fr. machine)
- mísa (Port. missa)
- kilápi (Port. lápis)
- katekisimu (Ing. catechism)
- bóyi (Ing. houseboy)
- sapatu (Port. sapato)
- mesa (Port./Sp. mesa)